# Saint-Médard-en-Jalles
Saint-Médard-en-Jalles ist eine Stadt in der französischen Region Nouvelle-Aquitaine im Département Gironde mit 32.749 Einwohnern (Stand 1. Januar 2022). Die Stadt liegt im Arrondissement Bordeaux und ist Hauptort (frz.: chef-lieu) eines eigenen Kantons.

## Lage
Saint-Médard-en-Jalles liegt nordwestlich von Bordeaux und wird vom Fluss Jalle durchquert. Die Gemeinde wird durch Buslinien der TBC erschlossen.

## Bevölkerungsentwicklung
| Jahr                       | 1962 | 1968 | 1975   | 1982   | 1990   | 1999   | 2006   | 2017   |
| Einwohner                  | 6967 | 8955 | 16.265 | 18.665 | 22.064 | 25.566 | 26.934 | 31.145 |
| Quellen: Cassini und INSEE |      |      |        |        |        |        |        |        |

## Sehenswürdigkeiten
- Château du Bourdieu (18. Jahrhundert)
- Château de Gajac (15./16. Jahrhundert)
- Château Fort (15. und 17. Jahrhundert)
- Eglise Paroissiale (katholisch; 12. und 19. Jahrhundert; Chorkapelle 12./13. Jahrhundert; 2 Bronzeglocken von 1556 und 1661; Gemälde „Mariä Himmelfahrt“ von 1884, eine Kopie eines Gemäldes von Pierre Paul Prud’hon; Kreuzweggemälde, 14 Stationen, von unbekannter Hand, wohl 19. Jahrhundert)
- Moulin de Caupian (19. Jahrhundert)
- Moulin de Gajac (erwähnt 1579; rekonstruiert im 18. und 19. Jahrhundert)

Siehe auch: Liste der Monuments historiques in Saint-Médard-en-Jalles

## Städtepartnerschaften
Die Stadt pflegt Städtepartnerschaften mit Merzig im Saarland, Sabaudia in Latium (Italien) und Almansa in der Autonomen Region Kastilien-La Mancha (Spanien).

## Persönlichkeiten
- Robert Desbats (1922–2007)